# BMW S65

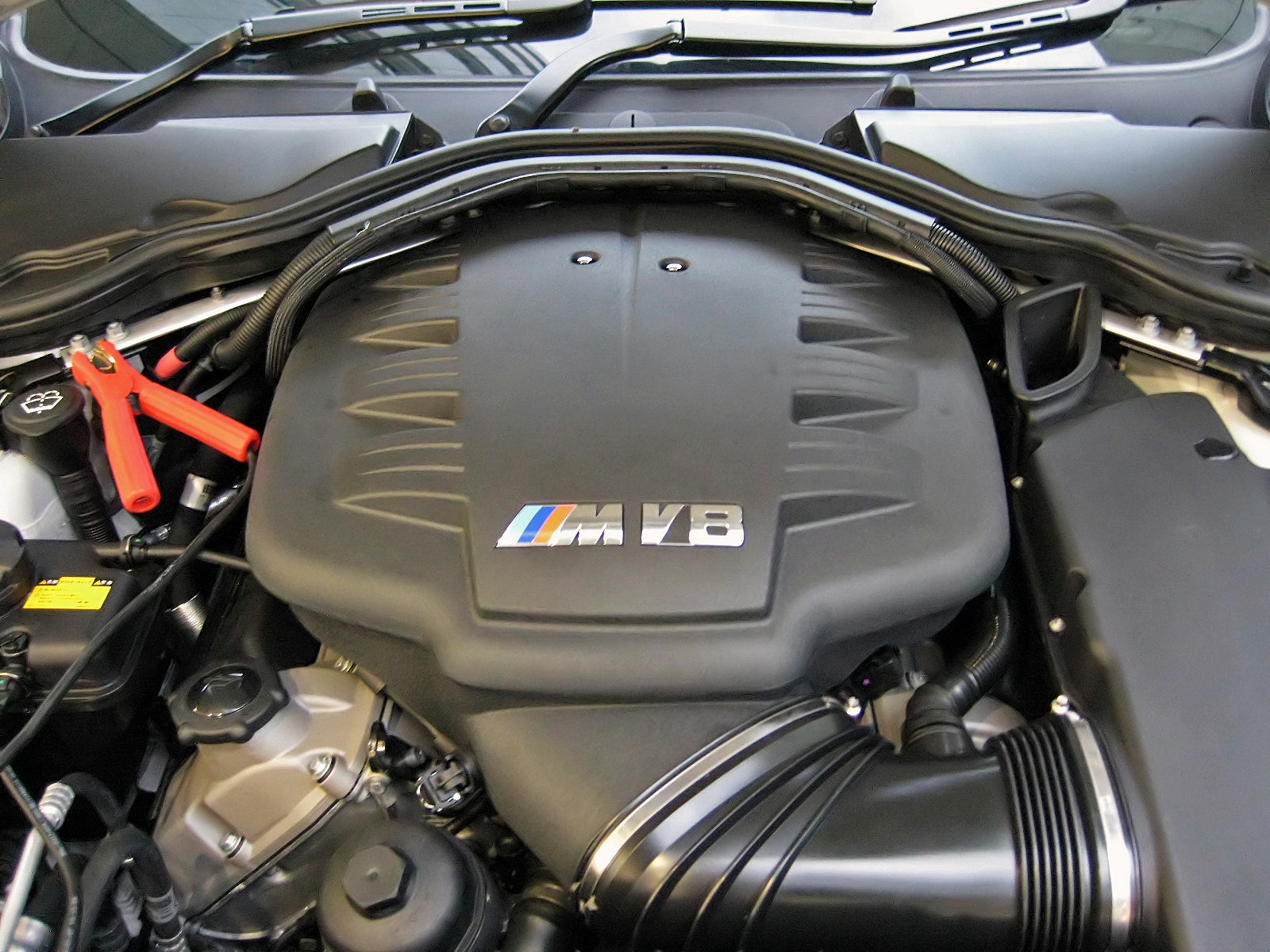
Silnik V8-32 4,0 l z modelu M3

BMW S65 – silnik samochodowy o objętości skokowej 4 litrów V8 z 32 zaworami bazuje na konstrukcji znanego silnika S85 V10. Konstrukcja spełnia normy dotyczące spalin Euro V oraz CARB.
Silnik ten zastosowano w samochodzie M3 seri E90/E92/E93 w miejsce poprzedniego 6-cylindrowego silnika rzędowego S54.

## Dane techniczne
- Typ: V8 S65B40
- Objętość skokowa: 4,0 l (3999 cm³)
- Moc: 309 kW (420 KM) przy 8400 obr./min
- Moment obrotowy: 400 Nm przy 3900 obr./min
- Obroty max: 8400 obr./min (ograniczona elektronicznie)
- Rok budowy: 12.2007 - 01.01.2014

## Konstrukcja
W silniku S65 zastosowano niektóre rozwiązania jednakowe z bazowym S85 V10, mianowicie średnica cylindra wynosi 92 mm, skok tłoka 75,2 mm, zachowano system Double VANOS (niem. Variable Nocken-Steuerung) układ płynnej regulacji faz rozrządu. System ten znany jest z innych jednostek napędowych marki BMW i umożliwia osiąganie wysokiego momentu obrotowego zarówno przy niskich jak i wysokich prędkościach obrotowych silnika. Również zachowano niezmieniony stopień sprężania 12,0:1.
Jednak obydwa silniki wykazują znaczące różnice, a mianowicie:
- system VANOS jest napędzany obiegiem oleju od silnika, wobec czego nie jest wymagany osobny układ wysokociśnieniowego napędu hydraulicznego,
- zastosowano nowe świece zapłonowe z czujnikami spalania stukowego lżejsze niż poprzednio.

Blok silnika wykonany z eutektycznego stopu aluminiowokrzemowego jest wytwarzany w odlewni BMW Formel 1 w miejscowości Landshut, a głowice cylindrów z hydroaluminium są produkowane w Austrii. 
Inne rozwiązania konstrukcyjne:
- aluminiowe tłoki pokryte powłoką stalową,
- korbowody wykonane ze stali stopowej magnezowej,
- stalowy wał korbowy kuty,
- przepustnice sterowane rzędowo przez 2 nastawniki.

Całkowita masa silnika S65 wynosi 202 kg, około 15 kg mniej niż poprzedni model.